# ロマン・アニン
ロマン・アレクサンドロヴィッチ・アニン（露：Роман Александрович Анин、英：Roman Aleksandrovich Anin、1986年12月16日 - ）は、ロシアの調査ジャーナリストである。iStoriesの創設者の1人で、編集長を務めている。また、ストックホルム商科大学リガ校のメディア研究センターで教育研究員となっている。

## 経歴
1986年12月16日、モルドバのキシナウで生まれた。祖父は「国民の敵」というレッテルを貼られ、15年間投獄されているという。
2006年、ノーヴァヤ・ガゼータのスポーツ部門でジャーナリストとしての仕事をはじめ、2008年に調査部に異動した。2010年、モスクワ州立大学ジャーナリズム学部を卒業。
2009年以来、組織犯罪および腐敗報道プロジェクト（OCCRP、Organized Crime and Corruption Reporting Project）や国際調査報道ジャーナリスト連合（ICIJ）と協力関係にあり、パナマ文書調査チームのメンバーだった。2017年にはパラダイス文書の調査にも参加している。これらはアニンが関与した調査報道で最も大きなものと考えられているが、アニン自身はロシア連邦保安庁(FSB) のロシア情報局長に対する調査が最も重要であると話している。
2018年～2019年にかけて、スタンフォード大学の「ジョン・S・ナイト記念ジャーナリズム・フェローシップ（John S. Knight Journalism Fellowship）」で学んだのち、2020年にiStoriesを創設した。
2021年4月、2016年にノーヴァヤ・ガセータにアニンが書いた記事（ロスネフチの当時のCEOの妻が所有するヨットに関する内容）についてプライバシー侵害であるとして刑事事件の訴訟を起こされた。この際、FSBがアニンの自宅アパートとiStoriesの編集室を家宅捜索している。またロスネフチが2014年にピレリの株式を購入したと報じたことを理由に民事訴訟を起こされており、同年7月15日にモスクワ仲裁裁判所はロスネフチ側の主張を全面的に認める判決を下した。
同年8月20日、アニンとiStoriesおよび5人のジャーナリストがロシア当局に「外国エージェント」に指定された。この前日、Telegramメッセージアプリがアニンのアカウントを削除しており、復元もできなかったという。翌21日、Medusaに掲載されたインタビューによると、当初よりiStoriesがラトビアで登録されていることを隠してはいないこと、また独立系メディアが外国からの資金提供なしにロシアに存在することは不可能であることを述べた。プーチン政権を批判する記事に企業は広告を出せないためで、NGOとして生き残るほかない状況であるという。

## 受賞
2012年 - ユリアン・セメノフ賞、アルチョム・ボロビク賞、アンドレイ・サハロフ賞
2017年 - ピューリッツァー賞（国際調査報道ジャーナリスト連合の一員として300人のジャーナリストとともに受賞）
2018年 - 編集委員会賞（共同執筆者のオレシア・シュマグンとともに受賞）
2021年 - 欧州報道賞（調査報道賞、アレシャ・マロホフスカヤ、イリーナ・ドリニナ、ドミトリー・ヴェリコフスキー、ロマン・シュレイノフ、ソーニャ・サヴィナ、オレシア・シュマグン、デニス・ドミトリエフ、iStoriesと受賞）